# Gideon Mensah
Gideon Mensah (Acra, 18 de julio de 1998) es un futbolista ghanés. Juega de defensa y su equipo es el A. J. Auxerre de la Ligue 1.

## Selección nacional
Ha sido internacional con la selección de fútbol de Ghana en 33 ocasiones.

## Clubes
| Club                                | País     | Año       |
| ----------------------------------- | -------- | --------- |
| WASA                                | Ghana    | 2016      |
| Red Bull Salzburgo                  | Austria  | 2016-2022 |
| F. C. Liefering (cedido)            | Austria  | 2016-2018 |
| S. K. Sturm Graz (cedido)           | Austria  | 2019      |
| S. V. Zulte Waregem (cedido)        | Bélgica  | 2019-2020 |
| Vitória S. C. (cedido)              | Portugal | 2020-2021 |
| F. C. Girondins de Burdeos (cedido) | Francia  | 2021-2022 |
| A. J. Auxerre                       | Francia  | 2022-     |

## Palmarés

### Títulos nacionales
| Título     | Club               | País    | Año     |
| ---------- | ------------------ | ------- | ------- |
| Bundesliga | Red Bull Salzburgo | Austria | 2017-18 |